# 曽我部正博
曽我部 正博（そかべ まさひろ、1949年 - ）は、日本の生物物理学者。名古屋大学名誉教授。日本生物物理学会会長、日本比較生理生化学会会長、国際比較生理生化学会連合会長、国際メカノバイオロジー学会会長などを歴任した。

## 人物・経歴
北海道上川郡比布町出身。函館ラ・サール高等学校を経て、1973年大阪大学基礎工学部生物工学科卒業。大澤文夫研究室出身。1975年大阪大学大学院基礎工学研究科物理系（生物工学）専攻修士課程修了。同年博士課程中退、大阪大学人間科学部行動工学助手。1984年大阪大学より工学博士の学位を取得。
1985年名古屋大学医学部生理学第2講座講師。同年毎日出版文化賞受賞。1987年名古屋大学医学部生理学第2講座助教授、ニューヨーク州立大学医学部生物物理学教室出張。1992年名古屋大学医学部生理学第2講座教授、日本比較生理生化学会評議員。
1993年日本生物物理学会副会長。1994年松下電器産業国際研究所諮問委員。1995年日本比較生理生化学会副会長。1999年名古屋大学大学院医学研究科教授。
2006年日本比較生理生化学会会長、日本生理学会常任幹事。2007年国際比較生理生化学会連合会長。2008年日本生物物理学会会長。2011年国際メカノバイオロジー学会会長。
2013年定年退職、名古屋大学名誉教授。名古屋大学大学院医学系研究科メカノバイオロジー・ラボ特任教授、金沢工業大学客員教授、シンガポール国立大学メカノバイオロジー研究所客員教授、信州大学医学部客員教授、京都府立医科大学客員教授、九州大学先導物質化学研究所客員教授を歴任した。

## 著作

### 編書
- 『イオンチャネル : 電気信号をつくる分子』共立出版 1997年
- 『バイオイメージング』（臼倉治郎と担当編集）共立出版 1998年
- 『生物物理学とはなにか : 未解決問題への挑戦』（郷信広と共編）共立出版 2003年
- 『動物は何を考えているのか？ : 学習と記憶の比較生物学』共立出版 2009年
- 『メカノバイオロジー : 細胞が力を感じ応答する仕組み』化学同人 2015年
- 『メカノバイオロジーからメカノメディシンへ』歯薬出版 2017年
- 『疾患に挑むメカノバイオロジー : 循環器、運動器、がん、再生・発生に生体内の力はどうかかわるのか』羊土社 2020年

### 監訳
- 『生物学と医学のための物理学』共立出版 2015年